# Анджей Сапковски
А̀нджей Сапко̀вски (на полски: Andrzej Sapkowski) е полски писател на фентъзи и икономист.

## Биография и творчество
Сапковски е роден на 21 юни 1948 г. в Лодз. Завършва Факултета по външна търговия на Лодзкия университет. В периода 1972 – 1992 г. работи като икономист в различни търговски предприятия.
Първият му разказ, „Вещер“ (Wiedźmin), е публикуван през 1986 във Фантастика, водещо полско списание за фентъзи, и е добре приет както от читателите, така и от критиката. По-късно Сапковски създава цикъл от три сборника с разкази и пет романа, чието действие се развива в света на Вещер. Този цикъл, както и другите му творби, го правят най-известния автор на фентъзи в Полша от 90-те. През 2016 г. му е връчена Световната награда за фентъзи.

### Серия „Вещерът“ (Wiedźmin)
| Година | Заглавие в оригинал             | Заглавие на български        | Издания на български                                                 | Бележки                                     |
| ------ | ------------------------------- | ---------------------------- | -------------------------------------------------------------------- | ------------------------------------------- |
| 1992   | Miecz przeznaczenia             | Меч на съдбата               | 2008 – Издателство: „ИнфоДар“. Превод: Васил Велчев.                 | сборник                                     |
| 1993   | Ostatnie życzenie               | Последното желание           | 2008 – Издателство: „ИнфоДар“. Превод: Васил Велчев.                 | сборник                                     |
| 1994   | Krew elfów                      | Кръвта на елфите             | 2009 – Издателство: „ИнфоДар“. Превод: Васил Велчев.                 |                                             |
| 1995   | Czas pogardy                    | Време на презрение           | 2009 – Издателство: „ИнфоДар“. Превод: Васил Велчев.                 |                                             |
| 1996   | Chrzest ognia                   | Огнено кръщение              | 2010 – Издателство: „ИнфоДар“. Превод: Васил Велчев.                 |                                             |
| 1997   | Wieża Jaskółki                  | Кулата на лястовицата        | 2010 – Издателство: „ИнфоДар“. Превод: Васил Велчев.                 |                                             |
| 1999   | Pani Jeziora                    | Господарката на езерото      | 2010 – Издателство: „ИнфоДар“. Превод: Васил Велчев. (том 1 и том 2) |                                             |
| 2000   | Coś się kończy, coś się zaczyna | Нещо приключва, нещо започва | 2011 – Издателство: „ИнфоДар“. Превод: Васил Велчев.                 | сборник, 2 разказа във вселената на „Вещер“ |
| 2013   | Sezon burz                      | Сезонът на бурите            | 2020 – Издателство: „Сиела“. Превод: Васил Велчев.                   |                                             |